# Tha Dogg Pound
Tha Dogg Pound (D.P.G. Dogg Pound Gangstaz) — рэп-дуэт состоящий из Daz Dillinger и Kurupt. Дебютировали в 1992 г. на альбоме Dr. Dre - The Chronic. Дебютный альбом вышел в 1995 году под названием Dogg Food, альбом разошёлся в количестве 2-х миллионов копий, занял №1 в Billboard 200.

## История
Делмар Арно, известный как Daz Dillinger (aka Dat Nigga Daz), родился 25 мая 1973 г. в городе Лонг-Бич, штат Калифорния.
Рикардо Браун, известный как Kurupt (aka Kurupt Tha Kingpin) родился 23 ноября 1972 г. в городе Филадельфия, штат Пенсильвания.

## Дискография

### Студийные альбомы
| Year | Album | Peak chart positions | Peak chart positions | Sales            | Certifications                      |
| Year | Album | U.S.                 | U.S. R&B             | Sales            | Certifications                      |
| ---- | --- | -------------------- | -------------------- | ---------------- | ----------------------------------- |
| 1995 | Dogg Food - Выпущен: 31 октября 1995 - Лейблы: Death Row, Interscope - Форматы: CD, LP, кассета, цифровое скачивание                     | 1                    | 1                    | - США: 2,000,000 | - RIAA: 2× платиновый - MC: золотой |
| 2001 | Dillinger & Young Gotti - Выпущен: 1 мая 2001 - Лейблы: D.P.G. - Форматы: CD, кассета, цифровое скачивание                               | 125                  | 26                   | - США: 72,000    |                                     |
| 2005 | Dillinger & Young Gotti II: Tha Saga Continuez... - Выпущен: 1 ноября 2005 - Лейблы: Gangsta Advisory - Форматы: CD, цифровое скачивание | 180                  | 66                   | - США: 162,390   |                                     |
| 2006 | Cali Iz Active - Выпущен: 27 июня 2006 - Лейблы: Doggystyle, Koch - Форматы: CD, LP, цифровое скачивание                                 | 28                   | 5                    | - США: 642,000   |                                     |
| 2007 | Dogg Chit - Выпущен: 27 марта 2007 - Лейблы: Gangsta Advisory, Koch - Форматы: CD, цифровое скачивание                                   | 77                   | 24                   | - США: 80,000    |                                     |
| 2009 | That Was Then, This Is Now - Выпущен: 24 ноября 2009 - Лейблы: Gangsta Advisory - Форматы: CD, цифровое скачивание                       | 146                  | 38                   | - США: 8,500     |                                     |
| 2010 | 100 Wayz - Выпущен: 17 августа 2010 - Лейблы: Felder - Форматы: CD, цифровое скачивание                                                  | —                    | 83                   | - США: 17,000    |                                     |
| 2021 | DPG 4 Life - Выпущен: 30 июля 2021 - Лейблы: Felder - Форматы: CD, цифровое скачивание                                                   | —                    | —                    |                  |                                     |
| 2024 | W.A.W.G. (We All We Got) - Выпущен: 31 мая 2024 - Лейблы: Death Row - Форматы: цифровое скачивание                                       | —                    | —                    |                  |                                     |

### Компиляции
- 2001 - 2002
- 2004 - The Last of Tha Pound
- 2010 - Keep on Ridin
- 2012 - Doggy Bag

## Награды/номинации
Tha Dogg Pound были номинированы на одну награду Грэмми
Премия Грэмми
| Год  | Номинируемая работа  | Награда                                     | Результат |
| ---- | -------------------- | ------------------------------------------- | --------- |
| 1996 | "What Would You Do?" | За лучшее рэп-исполнение дуэтом или группой | Номинация |